# Etheostoma nuchale
Etheostoma nuchale is een straalvinnige vissensoort uit de familie van de echte baarzen (Percidae). De wetenschappelijke naam van de soort is voor het eerst geldig gepubliceerd in 1965 door Howell & Caldwell.